# گوستو سونسون
گوستو سونسون (سوئدی: Gustav Svensson؛ زادهٔ ۷ فوریهٔ ۱۹۸۷) بازیکن فوتبال اهل سوئد است.
از باشگاه‌هایی که در آن بازی کرده‌است می‌توان به گوتبورگ، بورسااسپور، تاوریا سیمفروپول، گوانگ‌ژو آر و اف و سیاتل ساندرز اشاره کرد.
وی همچنین در تیم ملی فوتبال سوئد بازی کرده‌است.